# Кристофор Николин Антуновић
Кристофор Николин Антуновић био је дубровачки сликар из 16. века, један од последњих представника дубровачкога ренесансног сликарства.

## Биографија
Кристофор (Криле) био је син калафата (бродоградитеља) Николе Антуновића из Стона. Кристофор је дошао у Дубровник 1529. да би пет година учио сликарство код венецијанског сликара Пјера Ђованија.
Кристофор 1541. ради барјак за братство каменара који су имали седиште у цркви Домино. На барјаку који је сачуван, приказао је Богородицу, Св. Марина, Св. Влаха и још једног свеца.
Антуновић је израдио полиптих на главном олтару цркве свете Марије у Пакљени на Шипану који је наручен 1552. Сматра се да је овај рад насликан према Антуновићевом изгубљеном полиптиху из цркве на Бадији код Корчуле. Као узор му је послужио полиптих Тицијана и његове радионице у цркви Св. Лазара у Дубровнику (данашњој дубровачкој катедрали). Полиптих је потписао Christophorus Ragusinus pinxit. Сликао је у сировим односима боја без Тицијанове снаге, свежег колорита и разигране расвете.
Тома Скочибуха наручио је 1552. код Антуновића слику која приказује пет светаца и донатора. Ова слика није сачувана, као ни олтарска слика коју је 1571. Кристофор радио за Томиног сина Вицу Скочибуху за њихов шипански летниковац. Није сачувана ни слика коју је Кристофор радио 1580. за летниковац продице Лукаревић у Гружу (Св. Тројство, Св. Лука, Св. Петар и Богородица). Међу неколицином Кристофорових помоћника истакао се Лука Винтурић.
Антуновића под надимком "Криле пенгатур" спомиње у својој комедији Хваркиња комедиограф и сликар Мартин Бенетовић.